# Jean-Claude Bercq
Jean-Claude Bercq est un acteur et cascadeur français né le 7 avril 1929 à Valleroy (Meurthe-et-Moselle) et mort le 12 décembre 2008 à Saint-Louis (Haut-Rhin).

## Biographie
Il naît Claude Jules René Bercq le 7 avril 1929 à Valleroy, en Meurthe-et-Moselle.
Il commença sa carrière sous la direction de Jean-Pierre Mocky, avec des films tels que Un couple (1959), Snobs ! (1961) et Les Vierges (1963).
Il a aussi joué sous le nom de Jean-Claude Berco, Jean-Claude Berq, et Jean-Claude Berck.
Il meurt le 12 décembre 2008 à Saint-Louis, en Haut-Rhin, à l'âge de 79 ans.

## Filmographie

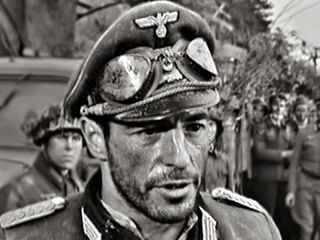
Jean-Claude Bercq dans Le Train (1964).

- 1959 : Un couple de Jean-Pierre Mocky
- 1961 : Snobs ! de Jean-Pierre Mocky - Yvon, Joël Stoff
- 1963 : Les Vierges de Jean-Pierre Mocky
- 1963 : Le Train de John Frankenheimer et Bernard Farrel -Major Allemand troupe en repli
- 1963 : Et vint le jour de la vengeance de Fred Zinnemann
- 1964 : L'Arme à gauche de Claude Sautet
- 1964 : Le Bar de la reine de Michel Huillard - court métrage (12 min) -
- 1964 : Le Jour d'après de Robert Parrish
- 1964 : L'Enfer de Henri-Georges Clouzot - Martineau
- 1965 : Du rififi à Paname de Denys de La Patellière - Jo le pâle
- 1965 : Les Centurions de Mark Robson - Orsini
- 1965 : La fleur de l'âge de John Guillermin
- 1966 : Le Deuxième Souffle de Jean-Pierre Melville
- 1966 : Triple cross de Terence Young - Le major Von Leeb
- 1966 : Le Judoka agent secret de Pierre Zimmer - Marc, le judoka
- 1967 : Capitaine Singrid de Jean Leduc - Tarquier
- 1967 : Le Bal des voyous de Jean-Claude Dague - Henri Verdier
- 1967 : Mayerling de Terence Young - Le duc Michael de Braganza
- 1968 : Le Cascadeur de Marcello Baldi - Omero
- 1968 : Hallucinations sadiques de Jean-Pierre Bastid - Alfred
- 1969 : Un condé d'Yves Boisset - Germain
- 1970 : L'opium et le bâton d'Ahmed Rachedi - M. Delécluze
- 1971 : Le Mans de Lee H. Katzin - Paul-Jacques Dion
- 1973 : Décembre de Mohammed Lakhdar-Hamina - Le commandant Leveil
- 1973 : Grandeur nature de Luis García Berlanga - Jacques
- 1973 : Putovanje de Vesna Ljubic - court métrage (11 min) -
- 1973 : Hit! de Sidney J. Furie - Jean-Baptiste
- 1974 : Les Petites Vicieuses de Georges Cachoux - Philippe Lantier
- 1974 : Le Sexe à la barre de Georges Cachoux - Marc
- 1975 : Le Pèlerinage d'Henri Colpi (feuilleton TV) - Christiani

## Théâtre
- 1963 : Les Parachutistes de Jean Cau, mise en scène Antoine Bourseiller, Studio des Champs-Élysées